# Huércal de Almería
Huércal de Almería er en by og kommune i det sydøstlige Spanien i provinsen Almería. Den har et indbyggertal på 18.584 (2024) indbyggere.